# جاكي توماس
جاكي توماس (بالإنجليزية: Jackie Thomas)‏ هي مغنية نيوزيلندية، ولدت في 18 نوفمبر 1990 في غرايموث في نيوزيلندا.

## وصلات خارجية
- جاكي توماس على موقع ميوزك برينز (الإنجليزية)